# Патрік Вієйра
Патрі́к Донале́ Вієйра́ (фр. Patrick Donalé Vieira; нар. 23 червня, 1976, Дакар, Сенегал) — колишній французький футбольний півзахисник, після завершення кар'єри — футбольний тренер.
Здобув широку популярність, бувши гравцем лондонського «Арсеналу» у період з 1996 по 2005 роки. Тоді він завоював три титули чемпіона Англії і чотири Кубка Англії, в 2002 році став капітаном клубу. Провів один сезон у «Ювентусі» перед тим, як перейти до «Інтеру» після пониження колишнього клубу в Серію B, пов'язаного зі скандалом з договірними матчами. Він провів за збірну Франції 107 матчів, завоювавши в її складі кілька титулів, включаючи титул чемпіона світу 1998 і золото чемпіонату Європи 2000 року в Бельгії. Був капітаном збірної.
Займав посаду виконавчого директора з футбольного розвитку в англійському «Манчестер Сіті».
Згодом — футбольний тренер, з 2021 року очолює тренерський штаб англійського «Крістал Пелес».

## Професійна клубна кар'єра

### Ранні роки
Вієйра народився 23 червня 1976 року в Сенегалі, в сім'ї вихідців з Кабо-Верде. Його матері було всього 17 років, коли він народився, але у нього вже був старший брат Ізіці Нікор. Свого батька Патрік ніколи не бачив, так як він не дбав про своїх нащадків. Його матері важко було ростити двох синів в умовах африканських злиднів і вона перевезла сім'ю в передмістя Парижа. Маленькому Вієйра тоді було 8 років. На батьківщину він не повертався аж до 2003 року.
Бувши добре вихованим хлопчиком, Патрік не потрапив у погану компанію, хоча й жив у одному з найбільш криміногенних районів міста Дре. Футбол він полюбив, коли вчився у ліцеї, де його помітили функціонери клубу Тур, а після банкрутства останнього в 1993 переходить до «Канн». За першу команду він дебютував у віці 17 років, а в 19 вже носив капітанську пов'язку. У той час, влітку 1995 року, ним серйозно зацікавився італійський гранд «Мілан», потрапивши в який, молодий Патрік здебільшого перебував у резерві, з'явившись на поле у складі першої команди лише двічі.

### «Арсенал»
Влітку 1996 року, новий тренер лондонського «Арсеналу» Арсен Венгер побажав якомога швидше отримати Вієйра, поки той не закріпився в Італії. Високий зріст, витримка і фізична сила допомогли Патріку в найкоротші терміни влаштуватися в Англії. Завдяки своєму самовладанню і прекрасним пасам він став невід'ємною частиною традиційної для Венгера лінії атаки.
Перший матч за новий клуб Вієйра провів 16 вересня 1996 року, коли «каноніри» приймали на «Хайбері» «Шеффілд Уенсдей». Утворивши надійну пару в центрі поля з Еммануелем Петі, він оформив «дубль», вигравши чемпіонат і кубок вже в другому своєму 1997–1998.
Перші роки Вієйри в «Арсеналі» були ознаменовані його частими недисциплінованими вчинками. Так, у сезоні Прем'єр-ліги 2000—2001 він був вилучений у двох матчах поспіль, однак після повернення він не отримував карток протягом 28 матчів. Ще в матчі того сезону з «Вест Хем Юнайтед» Патрік був вилучений за плювок в обличчя гравцеві противника Нілу Раддоку, а, йдучи в підтрибунне приміщення, встиг ще й побитися з поліцейським. Після цього інциденту футболістові був призначений рекордний для англійської Прем'єр-ліги штраф (понад 70 тисяч доларів США) і дискваліфікація на 7 матчів. Всього за свою кар'єру Вієйра був вилучений 12 разів (9 разів як гравець «Арсеналу», 2 рази за «Ювентус» і 1 раз за «Інтер»).
У 2002 році «Арсенал» знову відзначився «золотим дублем». Після закінчення цього сезону Патрік зайняв місце капітана капітана команди, залишене Тоні Адамсом, що завершив кар'єру. Підвищилася відповідальність, що змусило гравця стати більш стриманим і дисциплінованим. Вієйра пропустив виграний його командою фінал кубка Англії 2003, однак підняв над собою завойований кубок разом з віце-капітаном Девідом Сімен.
У чемпіонаті 2003—2004 «Арсенал» добився історичного досягнення: не зазнав жодної поразки в виграному турнірі. У першій половині сезону він вибув через травму, його заміняв Рей Парлор. Патріку вдалося відновитися до домашнього матчу Ліги Чемпіонів проти московського «Локомотива», в якому його команді вдалося здобути перемогу 2:0 і кваліфікуватися до 1/8 фіналу з першого місця з групи. До кінця сезону Вієйра розглядався як найкращий у світі півзахисник і отримав солідні пропозиції про перехід від Мадридського «Реала» і «Челсі», які були готові викласти більше 30 мільйонів фунтів за його послуги. Останнім офіційним матчем у формі «канонірів» для Патріка став фінал кубка Англії 2005 проти «Манчестера Юнайтед». В основний і додатковий час матчу рахунок не був відкритий, а в серії пенальті вирішальним виявився удар капітана лондонців: його останнє торкання м'яча в англійській кар'єрі стало переможним. Всього в офіційних матчах за «Арсенал» Вієйра з'явився 407 разів і забив 33 голи.
Він повернувся до клубу 22 липня 2006 року, щоб взяти участь у першому матчі на «Емірейтс» і останньому для Бергкампа проти амстердамського «Аякса». Вієйра розцінюється як найкращий півзахисник «Арсеналу» всіх часів і, незважаючи на свій від'їзд, залишається фаворитом більшості вболівальників команди. У музеї клубу «The Armoury», розташованому на стадіоні, є картина, на якій зображені 14 найкращих футболістів клубу всіх часів, куди входить і Патрік.

#### Кричалка вболівальників Арсеналу
Вболівальники канонірів придумали для свого кумира кричалку, якої підтримували його на полі. Слова були покладені на музику відомої пісні Діна Мартіна «Volare»: 
Viiieirra .. O-O-O .. Viiieirra .. O-O-O-O .. He comes from Senegal, He plays for Arsenal .. Viiieirraaa ..
 Переклад на українську:Вііієйрра .. О-О-О .. Вііієйрра .. О-О-О-О .. Він приїхав із Сенегалу, Він гравець «Арсеналу» .. Вііієйрра ..

### «Ювентус»
Ставши зіркою в «Арсеналі», Вієйра став об'єктом уваги найсильніших клубів світу, таких як «Манчестер Юнайтед». Також повідомлялося, що, домігшись успіхів у внутрішніх змаганнях Англії, Патрік був стурбований відсутністю міжнародних клубних титулів. У 2004 році він відкинув привабливу пропозицію від «Реала».
Роком пізніше, Вієйра все-таки залишив «Хайбері». 14 липня 2005 року «Арсенал» прийняв пропозицію в 13,7 мільйонів фунтів від італійського суперклубу «Ювентуса», і футболіст підписав п'ятирічний контракт на наступний день. У своїй автобіографії головною причиною цього переходу він називає нейтральне ставлення лондонців до пропозиції туринців.
Новий тренер використовував Вієйра в центрі поля, де його партнерами стали чех Павел Недвед і бразилець Емерсон. Він допоміг Старій Синьйорі зробити найкращий старт в чемпіонаті за всю її історію. У результаті, «Ювентус» залишився на першій сходинці турнірної таблиці після останнього туру.
За іронією долі, в чвертьфіналі Ліги чемпіонів сезону 2005—2006 новий клуб Вієйра зустрічався з «Арсеналом», який переміг у двоматчевому протистоянні з рахунком 2:0. У першому матчі на «Хайбері» Патрік отримав жовту картку, яка не дозволила йому взяти участь у повторній грі на «Делле Альпі» 5 квітня 2006 року. У лондонському матчі Вієйра отримав досить сильний удар по ногах від колишнього одноклубника і товариша по збірній Робера Піреса. Досаді Патріка не було меж, коли Сеск Фабрегас відкрив рахунок після комбінації, розіграної Піресом. Пірес жартома уїдливо зауважив, що був перший за 13 років випадок, коли він зміг перевершити Вієйра у фізичному плані.

### «Інтернаціонале»
Влітку 2006 року «Ювентус» був позбавлений двох своїх останніх чемпіонських титулів і відправлений до Серії B з 17-ти очковим штрафом. Багато гравців поспішили розірвати свої контракти з клубом, який зазнав лиха, і почали шукати нові місця для роботи. Хоча преса сватала Вієйра то в «Манчестер Юнайтед», то назад до «Арсеналу», 2 серпня 2006 року він підписав чотирирічний контракт з міланським «Інтером» — новоспеченим володарем скудетто. Сума нової угоди склала 9,5 мільйонів євро, хоча роком раніше Юве розщедрився на суму майже вдвічі більшу.

## Кар'єра взбірній Франції
На Літній Олімпіаді 1996 року в Атланті Патрік був членом французької футбольної збірної, але не вийшов на поле жодного разу, а французи зупинилися на стадії чвертьфіналу.
Вієйра дебютував за першу збірну Франції в 1997 році, бувши гравцем «Арсеналу». Це була товариська гра в Парижі проти Нідерландів, яка закінчилася перемогою господарів з рахунком 2:1. Далі Вієйра був включений в заявку команди на домашній чемпіонат світу 1998 року. На світовій першості він зіграв у двох матчах: на груповому етапі брав участь у матчі проти данців, а також вийшов на 76-й хвилині фінальної гри на заміну Юрію Джоркаєффу. У цій грі з його передачі забив Емануель Петі, який встановив остаточний рахунок матчу — перемогу 3:0 над Бразилією.
На чемпіонат Європи 2000 року в Нідерландах і Бельгії Вієйра відправився як гравець стартового складу збірної. Перемігши у фіналі збірну Італії, Патрік і його партнери стали чемпіонами континенту.
У 2001 році Вієйра виграв зі збірною Кубок Конфедерацій, що проводився в Японії і Кореї напередодні чемпіонату світу, який проводився там в 2002 році. У фіналі все вирішив єдиний гол Патріка у ворота збірної Японії. На чемпіонаті ж світу французи, не забивши жодного гола, не змогли вийти з групи, а Вієйра зіграв у всіх трьох матчах.
Успішно подолавши груповий турнір чемпіонату Європи 2004 року у Португалії, французи позбулися травмованого Патріка, після чого сенсаційно поступилися в чвертьфіналі грецькій збірній — майбутньому переможцю європейської першості.
Після Євро-2004 зі збірної пішов Зінедін Зідан і капітанська пов'язка перейшла до Патріка до серпня 2005 року, коли Зізу вирішив повернутися в команду. Після чемпіонату Зідан знову пішов зі збірної (і з футболу взагалі), після чого Вієйра знову став капітаном триколірних.
У 2006 році Вієйра взяв участь у чемпіонаті світу в Німеччині. Два перші матчі в групі французи зіграли внічию з командами Швейцарії і Південної Кореї, тому 23 червня — в день народження Патріка — їм було необхідно обігрувати збірну Того, щоб пройти в 1/8 фіналу. Оскільки в матчі через дискваліфікацію не міг взяти участь лідер команди Зідан, який теж відзначав тоді день народження, Вієйра вивів команду в ранзі капітана. Іменинникові вдалося відкрити рахунок у матчі, а потім і допомогти Тьєррі Анрі відзначитися голом, після чого була зафіксована перемога європейців — 2:0. У наступній грі на виліт були побиті іспанці (3:1), одним голом знову відзначився Вієйра. Далі команді вдалося дійти до фіналу, де їй протистояла збірна Італії. Відігравши всі попередні матчі на турнірі Вієйра був замінений у другому таймі, ймовірно отримавши пошкодження в зіткненні з італійським захисником Фабіо Каннаваро. У підсумку, італійці вирвали перемогу в серії пенальті (5:3) після нічиєї 1:1 в основний і додатковий час.

## Кар'єра тренера
Розпочав тренерську кар'єру відразу ж по завершенні кар'єри гравця, 2011 року, залишившись у клубній структурі «Манчестер Сіті» на посаді тренера резервної команди.
Досвід роботи з основними командами здобував у США, де протягом 2016—2018 років тренував «Нью-Йорк Сіті».
2018 року повернувся на батьківщину, прийнявши пропозицію очолити тренерський штаб «Ніцци». 4 грудня 2020 року Патрік Вієйра був звільнений з «Ніцци» після п'яти поразок поспіль.
4 липня 2021 року уклав трирічний тренерський контракт з англійським «Крістал Пелес».

## Статистика виступів

### Статистика клубних виступів
| Сезон                      | Команда                    | Чемпіонат                  | Чемпіонат | Чемпіонат | Національний кубок | Національний кубок | Національний кубок | Континентальні кубки | Континентальні кубки | Континентальні кубки | Інші змагання | Інші змагання | Інші змагання | Усього | Усього |
| Сезон                      | Команда                    | Ліга                       | Ігор      | Голів     | Ліга               | Ігор               | Голів              | Ліга                 | Ігор                 | Голів                | Ліга          | Ігор          | Голів         | Ігор   | Голів  |
| -------------------------- | -------------------------- | -------------------------- | --------- | --------- | ------------------ | ------------------ | ------------------ | -------------------- | -------------------- | -------------------- | ------------- | ------------- | ------------- | ------ | ------ |
| 1993–94                    | «Канн»                     | Л1                         | 5         | 0         | КФ                 | 1                  | 0                  | -                    | -                    | -                    | -             | -             | -             | 6      | 0      |
| 1994–95                    | «Канн»                     | Л1                         | 31        | 2         | КФ+КЛ              | 2+1                | 1+0                | КУЄФА                | 4                    | 1                    | -             | -             | -             | 38     | 4      |
| лип.-лист. 1995            | «Канн»                     | Л1                         | 13        | 0         | -                  | -                  | -                  | ІТ                   | 4                    | 0                    | -             | -             | -             | 17     | 0      |
| Усього за «Канн»           | Усього за «Канн»           | Усього за «Канн»           | 49        | 2         |                    | 4                  | 1                  |                      | 8                    | 1                    |               | -             | -             | 61     | 4      |
| лист. 1995–96              | «Мілан»                    | A                          | 2         | 0         | КІ                 | 1                  | 0                  | КУЄФА                | 2                    | 0                    | -             | -             | -             | 5      | 0      |
| 1996–97                    | «Арсенал»                  | ПЛ                         | 31        | 2         | КА+КЛ              | 3+3                | 0+0                | КУЄФА                | 1                    | 0                    | -             | -             | -             | 38     | 2      |
| 1997–98                    | «Арсенал»                  | ПЛ                         | 33        | 2         | КА+КЛ              | 9+2                | 0+0                | КУЄФА                | 2                    | 0                    | -             | -             | -             | 46     | 2      |
| 1998–99                    | «Арсенал»                  | ПЛ                         | 34        | 3         | КА+КЛ              | 5+0                | 1+0                | ЛЧ                   | 3                    | 0                    | СА            | 1             | 0             | 43     | 4      |
| 1999–00                    | «Арсенал»                  | ПЛ                         | 30        | 2         | КА+КЛ              | 2+0                | 0+0                | ЛЧ+КУЄФА             | 6+8                  | 0+0                  | СА            | 1             | 0             | 47     | 2      |
| 2000–01                    | «Арсенал»                  | ПЛ                         | 30        | 6         | КА+КЛ              | 6+0                | 1+0                | ЛЧ                   | 12                   | 0                    | -             | -             | -             | 48     | 7      |
| 2001–02                    | «Арсенал»                  | ПЛ                         | 36        | 2         | КА+КЛ              | 7+0                | 0+0                | ЛЧ                   | 11                   | 1                    | -             | -             | -             | 54     | 3      |
| 2002–03                    | «Арсенал»                  | ПЛ                         | 24        | 3         | КА+КЛ              | 5+0                | 0+0                | ЛЧ                   | 12                   | 1                    | СА            | 1             | 0             | 42     | 4      |
| 2003–04                    | «Арсенал»                  | ПЛ                         | 29        | 3         | КА+КЛ              | 5+2                | 0+0                | ЛЧ                   | 7                    | 0                    | СА            | 1             | 0             | 44     | 3      |
| 2004–05                    | «Арсенал»                  | ПЛ                         | 32        | 6         | КА+КЛ              | 6+0                | 1+0                | ЛЧ                   | 6                    | 0                    | СА            | 0             | 0             | 44     | 7      |
| Усього за «Арсенал»        | Усього за «Арсенал»        | Усього за «Арсенал»        | 279       | 29        |                    | 55                 | 3                  |                      | 68                   | 2                    |               | 4             | 0             | 406    | 34     |
| 2005–06                    | «Ювентус»                  | A                          | 31        | 5         | КІ                 | 3                  | 0                  | ЛЧ                   | 7                    | 0                    | СІ            | 1             | 0             | 42     | 5      |
| 2006–07                    | «Інтернаціонале»           | A                          | 20        | 1         | КІ                 | 3                  | 0                  | ЛЧ                   | 4                    | 1                    | СІ            | 1             | 2             | 28     | 4      |
| 2007–08                    | «Інтернаціонале»           | A                          | 16        | 3         | КІ                 | 3                  | 0                  | ЛЧ                   | 3                    | 0                    | СІ            | 1             | 0             | 23     | 3      |
| 2008–09                    | «Інтернаціонале»           | A                          | 19        | 1         | КІ                 | 2                  | 0                  | ЛЧ                   | 3                    | 0                    | -             | -             | -             | 24     | 1      |
| 2009-січ. 2010             | «Інтернаціонале»           | A                          | 12        | 1         | КІ                 | 1                  | 0                  | ЛЧ                   | 2                    | 0                    | СІ            | 1             | 0             | 16     | 1      |
| Усього за «Інтернаціонале» | Усього за «Інтернаціонале» | Усього за «Інтернаціонале» | 67        | 6         |                    | 9                  | 0                  |                      | 12                   | 1                    |               | 3             | 2             | 91     | 9      |
| січ.-черв. 2010            | «Манчестер Сіті»           | ПЛ                         | 13        | 1         | КА+КЛ              | 1+0                | 0                  | -                    | -                    | -                    | -             | -             | -             | 14     | 1      |
| 2010–11                    | «Манчестер Сіті»           | ПЛ                         | 15        | 2         | КА+КЛ              | 8+1                | 3+0                | ЛЄ                   | 8                    | 0                    | -             | -             | -             | 32     | 5      |
| Усього за «Манчестер Сіті» | Усього за «Манчестер Сіті» | Усього за «Манчестер Сіті» | 28        | 3         |                    | 10                 | 3                  |                      | 8                    | 0                    |               | -             | -             | 46     | 6      |
| Усього за кар'єру          | Усього за кар'єру          | Усього за кар'єру          | 456       | 45        |                    | 82                 | 7                  |                      | 105                  | 4                    |               | 8             | 2             | 651    | 58     |

### Статистика виступів за збірну
| Дата       | Місто              | Господарі            | Результат             | Гості             | Турнір                | Голи | Примітки       |
| ---------- | ------------------ | -------------------- | --------------------- | ----------------- | --------------------- | ---- | -------------- |
| 26/02/1997 | Париж              | Франція              | 2 – 1                 | Нідерланди        | товариський матч      | -    |                |
| 02/04/1997 | Париж              | Франція              | 1 – 0                 | Швеція            | товариський матч      | -    |                |
| 03/06/1997 | Ліон               | Франція              | 1 – 1                 | Бразилія          | товариський матч      | -    |                |
| 07/06/1997 | Монпельє           | Франція              | 0 – 1                 | Англія            | товариський матч      | -    |                |
| 11/06/1997 | Париж              | Франція              | 2 – 2                 | Італія            | товариський матч      | -    |                |
| 22/04/1998 | Стокгольм          | Швеція               | 0 – 0                 | Франція           | товариський матч      | -    |                |
| 29/05/1998 | Касабланка         | Марокко              | 2 – 2                 | Франція           | товариський матч      | -    |                |
| 24/06/1998 | Ліон               | Франція              | 2 – 1                 | Данія             | ЧС 1998 - 1-й етап    | -    |                |
| 12/07/1998 | Сен-Дені           | Бразилія             | 0 – 3                 | Франція           | ЧС 1998 - Фінал       | -    | Чемпіони світу |
| 10/10/1998 | Москва             | Росія                | 2 – 3                 | Франція           | Відбір до ЧЄ 2000     | -    |                |
| 10/02/1999 | Лондон             | Англія               | 0 – 2                 | Франція           | товариський матч      | -    |                |
| 31/03/1999 | Сен-Дені           | Франція              | 2 – 0                 | Вірменія          | Відбір до ЧЄ 2000     | -    |                |
| 05/06/1999 | Сен-Дені           | Франція              | 2 – 3                 | Росія             | Відбір до ЧЄ 2000     | -    |                |
| 09/06/1999 | Барселона          | Андорра              | 0 – 1                 | Франція           | Відбір до ЧЄ 2000     | -    |                |
| 18/08/1999 | Белфаст            | Північна Ірландія    | 0 – 1                 | Франція           | товариський матч      | -    |                |
| 04/09/1999 | Київ               | Україна              | 0 – 0                 | Франція           | Відбір до ЧЄ 2000     | -    |                |
| 09/10/1999 | Сен-Дені           | Франція              | 3 – 2                 | Ісландія          | Відбір до ЧЄ 2000     | -    |                |
| 13/11/1999 | Сен-Дені           | Франція              | 3 – 0                 | Хорватія          | товариський матч      | -    |                |
| 23/02/2000 | Сен-Дені           | Франція              | 1 – 0                 | Польща            | товариський матч      | -    |                |
| 29/03/2000 | Глазго             | Шотландія            | 0 – 2                 | Франція           | товариський матч      | -    |                |
| 26/04/2000 | Сен-Дені           | Франція              | 3 – 2                 | Словенія          | товариський матч      | -    |                |
| 28/05/2000 | Загреб             | Хорватія             | 0 – 2                 | Франція           | товариський матч      | -    |                |
| 04/06/2000 | Касабланка         | Японія               | 2 – 2                 | Франція           | товариський матч      | -    |                |
| 06/06/2000 | Касабланка         | Марокко              | 1 – 5                 | Франція           | товариський матч      | -    |                |
| 11/06/2000 | Брюгге             | Франція              | 3 – 0                 | Данія             | ЧЄ 2000 - 1-й етап    | -    |                |
| 16/06/2000 | Брюгге             | Чехія                | 1 – 2                 | Франція           | ЧЄ 2000 - 1-й етап    | -    |                |
| 21/06/2000 | Амстердам          | Франція              | 2 – 3                 | Нідерланди        | ЧЄ 2000 - 1-й етап    | -    |                |
| 25/06/2000 | Брюгге             | Іспанія              | 1 – 2                 | Франція           | ЧЄ 2000 - чвертьфінал | -    |                |
| 28/06/2000 | Брюссель           | Франція              | 2 – 1                 | Португалія        | ЧЄ 2000 - півфінал    | -    |                |
| 02/07/2000 | Роттердам          | Франція              | 2 – 1                 | Італія            | ЧЄ 2000 - Фінал       | -    | Чемпіони       |
| 16/08/2000 | Марсель            | Франція              | 5 – 1                 | Зірки світу       | товариський матч      | -    |                |
| 02/09/2000 | Сен-Дені           | Франція              | 1 – 1                 | Англія            | товариський матч      | -    |                |
| 04/10/2000 | Сен-Дені           | Франція              | 1 – 1                 | Камерун           | товариський матч      | -    |                |
| 07/10/2000 | Йоганнесбург       | ПАР                  | 0 – 0                 | Франція           | товариський матч      | -    |                |
| 15/11/2000 | Стамбул            | Туреччина            | 0 – 4                 | Франція           | товариський матч      | -    |                |
| 27/02/2001 | Сен-Дені           | Франція              | 1 – 0                 | Німеччина         | товариський матч      | -    |                |
| 24/03/2001 | Сен-Дені           | Франція              | 5 – 0                 | Японія            | товариський матч      | -    |                |
| 28/03/2001 | Валенсія           | Іспанія              | 2 – 1                 | Франція           | товариський матч      | -    |                |
| 25/04/2001 | Сен-Дені           | Франція              | 4 – 0                 | Португалія        | товариський матч      | -    |                |
| 30/05/2001 | Тегу               | Франція              | 5 – 0                 | Південна Корея    | Кубок Конфедерацій    | 1    |                |
| 01/06/2001 | Тегу               | Австралія            | 1 – 0                 | Франція           | Кубок Конфедерацій    | -    |                |
| 03/06/2001 | Ульсан             | Франція              | 4 – 0                 | Мексика           | Кубок Конфедерацій    | -    |                |
| 07/06/2001 | Сувон              | Франція              | 2 – 1                 | Бразилія          | Кубок Конфедерацій    | -    |                |
| 10/06/2001 | Йокогама           | Японія               | 0 – 1                 | Франція           | Кубок Конфедерацій    | 1    | Переможці      |
| 15/08/2001 | Нант               | Франція              | 1 – 0                 | Данія             | товариський матч      | -    |                |
| 01/09/2001 | Сантьяго           | Чилі                 | 2 – 1                 | Франція           | товариський матч      | -    |                |
| 06/10/2001 | Сен-Дені           | Франція              | 4 – 1                 | Алжир             | товариський матч      | -    |                |
| 11/11/2001 | Мельбурн           | Австралія            | 1 – 1                 | Франція           | товариський матч      | -    |                |
| 13/02/2002 | Сен-Дені           | Франція              | 2 – 1                 | Румунія           | товариський матч      | 1    |                |
| 27/03/2002 | Сен-Дені           | Франція              | 5 – 0                 | Шотландія         | товариський матч      | -    |                |
| 17/04/2002 | Сен-Дені           | Франція              | 0 – 0                 | Росія             | товариський матч      | -    |                |
| 18/05/2002 | Сен-Дені           | Франція              | 1 – 2                 | Бельгія           | товариський матч      | -    |                |
| 26/05/2002 | Сувон              | Південна Корея       | 2 – 3                 | Франція           | товариський матч      | -    |                |
| 31/05/2002 | Сеул               | Франція              | 0 – 1                 | Сенегал           | ЧС 2002 - 1-й етап    | -    |                |
| 06/06/2002 | Пусан              | Франція              | 0 – 0                 | Уругвай           | ЧС 2002 - 1-й етап    | -    |                |
| 11/06/2002 | Інчхон             | Данія                | 2 – 0                 | Франція           | ЧС 2002 - 1-й етап    | -    |                |
| 21/08/2002 | Туніс (місто)      | Туніс                | 1 – 1                 | Франція           | товариський матч      | -    |                |
| 07/09/2002 | Нікосія            | Кіпр                 | 1 – 2                 | Франція           | Відбір до ЧЄ 2004     | -    |                |
| 12/10/2002 | Сен-Дені           | Франція              | 5 – 0                 | Словенія          | Відбір до ЧЄ 2004     | 1    |                |
| 16/10/2002 | Валлетта           | Мальта               | 0 – 4                 | Франція           | Відбір до ЧЄ 2004     | -    |                |
| 12/02/2003 | Сен-Дені           | Франція              | 0 – 2                 | Чехія             | товариський матч      | -    |                |
| 02/04/2003 | Палермо            | Ізраїль              | 1 – 2                 | Франція           | Відбір до ЧЄ 2004     | -    |                |
| 20/08/2003 | Женева             | Швейцарія            | 0 – 2                 | Франція           | товариський матч      | -    |                |
| 06/09/2003 | Сен-Дені           | Франція              | 5 – 0                 | Кіпр              | Відбір до ЧЄ 2004     | -    |                |
| 10/09/2003 | Любляна            | Словенія             | 0 – 2                 | Франція           | Відбір до ЧЄ 2004     | -    |                |
| 18/02/2004 | Брюссель           | Бельгія              | 0 – 2                 | Франція           | товариський матч      | -    |                |
| 20/05/2004 | Сен-Дені           | Франція              | 0 – 0                 | Бразилія          | товариський матч      | -    |                |
| 28/05/2004 | Монпельє           | Франція              | 4 – 0                 | Андорра           | товариський матч      | -    |                |
| 06/06/2004 | Сен-Дені           | Франція              | 1 – 0                 | Україна           | товариський матч      | -    |                |
| 13/06/2004 | Лісабон            | Франція              | 2 – 0                 | Англія            | ЧЄ 2004 - 1-й етап    | -    |                |
| 17/06/2004 | Лейрія             | Хорватія             | 2 – 2                 | Франція           | ЧЄ 2004 - 1-й етап    | -    |                |
| 21/06/2004 | Коїмбра            | Швейцарія            | 1 – 3                 | Франція           | ЧЄ 2004 - 1-й етап    | -    |                |
| 04/09/2004 | Сен-Дені           | Франція              | 0 – 0                 | Ізраїль           | Відбір до ЧС 2006     | -    |                |
| 08/09/2004 | Торсгавн           | Фарерські острови    | 0 – 2                 | Франція           | Відбір до ЧС 2006     | -    |                |
| 13/10/2004 | Нікосія            | Кіпр                 | 0 – 2                 | Франція           | Відбір до ЧС 2006     | -    |                |
| 17/11/2004 | Сен-Дені           | Франція              | 0 – 0                 | Польща            | товариський матч      | -    |                |
| 09/02/2005 | Сен-Дені           | Франція              | 1 – 1                 | Швеція            | товариський матч      | -    |                |
| 26/03/2005 | Сен-Дені           | Франція              | 0 – 0                 | Швейцарія         | Відбір до ЧС 2006     | -    |                |
| 30/03/2005 | Тель-Авів          | Ізраїль              | 1 – 1                 | Франція           | Відбір до ЧС 2006     | -    |                |
| 03/09/2005 | Ланс               | Франція              | 3 – 0                 | Фарерські острови | Відбір до ЧС 2006     | -    |                |
| 07/09/2005 | Дублін             | Ірландія             | 0 – 1                 | Франція           | Відбір до ЧС 2006     | -    |                |
| 08/10/2005 | Берн               | Швейцарія            | 1 – 1                 | Франція           | Відбір до ЧС 2006     | -    |                |
| 12/10/2005 | Сен-Дені           | Франція              | 4 – 0                 | Кіпр              | Відбір до ЧС 2006     | -    |                |
| 01/03/2006 | Сен-Дені           | Франція              | 1 – 2                 | Словаччина        | товариський матч      | -    |                |
| 27/05/2006 | Сен-Дені           | Франція              | 1 – 0                 | Мексика           | товариський матч      | -    |                |
| 31/05/2006 | Ланс               | Франція              | 2 – 0                 | Данія             | товариський матч      | -    |                |
| 07/06/2006 | Сент-Етьєн         | Франція              | 3 – 1                 | КНР               | товариський матч      | -    |                |
| 13/06/2006 | Штутгарт           | Франція              | 0 – 0                 | Швейцарія         | ЧС 2006 - 1-й етап    | -    |                |
| 18/06/2006 | Лейпциг            | Франція              | 1 – 1                 | Південна Корея    | ЧС 2006 - 1-й етап    | -    |                |
| 23/06/2006 | Кельн              | Того                 | 0 – 2                 | Франція           | ЧС 2006 - 1-й етап    | 1    |                |
| 27/06/2006 | Ганновер           | Іспанія              | 1 – 3                 | Франція           | ЧС 2006 - 1/8 фіналу  | 1    |                |
| 01/07/2006 | Франкфурт-на-Майні | Бразилія             | 0 – 1                 | Франція           | ЧС 2006 - чвертьфінал | -    |                |
| 05/07/2006 | Мюнхен             | Португалія           | 0 – 1                 | Франція           | ЧС 2006 - півфінал    | -    |                |
| 09/07/2006 | Берлін             | Італія               | 1 – 1 д.ч. (5-3 п.п.) | Франція           | ЧС 2006 - Фінал       | -    | 2-ге місце     |
| 16/08/2006 | Сараєво            | Боснія і Герцеговина | 1 – 2                 | Франція           | товариський матч      | -    |                |
| 02/09/2006 | Тбілісі            | Грузія               | 0 – 3                 | Франція           | Відбір до ЧЄ 2008     | -    |                |
| 06/09/2006 | Париж              | Франція              | 3 – 1                 | Італія            | Відбір до ЧЄ 2008     | -    |                |
| 07/10/2006 | Глазго             | Шотландія            | 1 – 0                 | Франція           | Відбір до ЧЄ 2008     | -    |                |
| 11/10/2006 | Сошо               | Франція              | 5 – 0                 | Фарерські острови | Відбір до ЧЄ 2008     | -    |                |
| 15/11/2006 | Сен-Дені           | Франція              | 1 – 0                 | Греція            | товариський матч      | -    |                |
| 07/02/2007 | Сен-Дені           | Франція              | 0 – 1                 | Аргентина         | товариський матч      | -    |                |
| 22/08/2007 | Трнава             | Словаччина           | 0 – 1                 | Франція           | товариський матч      | -    |                |
| 08/09/2007 | Мілан              | Італія               | 0 – 0                 | Франція           | Відбір до ЧЄ 2008     | -    |                |
| 12/09/2007 | Париж              | Франція              | 0 – 1                 | Шотландія         | Відбір до ЧЄ 2008     | -    |                |
| 06/02/2008 | Малага             | Іспанія              | 1 – 0                 | Франція           | товариський матч      | -    |                |
| 19/11/2008 | Сен-Дені           | Франція              | 0 – 0                 | Уругвай           | товариський матч      | -    |                |
| 02/06/2009 | Сент-Етьєн         | Франція              | 0 – 1                 | Нігерія           | товариський матч      | -    |                |
| Усього     |                    | Матчів (6 місце)     | 107                   |                   | Голів                 | 6    |                |

## Досягнення
Як гравця збірної Франції:
- Чемпіонат світу ФІФА
  - Переможець: 1998
  - Фіналіст: 2006
  - Учасник: 2002
- Чемпіонат Європи УЄФА
  - Переможець: 2000
  - Учасник: 2004
- Переможець Кубка конфедерацій: 2001

Як гравця «Мілана»:
- Чемпіон Італії (1): 1995-96

Як гравця лондонського «Арсеналу»:
- Чемпіон Англії (3): 1997-98, 2001-02, 2003-04
- Володар Кубка Англії (4): 1997-98, 2001-02, 2002-03, 2004-05
- Володар Суперкубка Англії (4): 1998, 1999, 2002, 2004
- Найкращий молодий гравець чемпіонату Англії: 1997
- Гравець року за версією Карлсберга: 2004

Як гравця міланського «Інтера»:
- Чемпіон Італії (3): 2006-07, 2007-08, 2008-09
- Володар Кубка Італії (2): 2006-07, 2007-08
- Володар Суперкубка Італії (2): 2006, 2008

Як гравця «Манчестер Сіті»:
- Володар Кубка Англії (1): 2010-11

Інші:
- Включено в список FIFA 100: 2004
- Кавалер Ордена Почесного легіону, 1998
- Чемпіон Італії 1996 в складі Мілана.

## Цікаві факти
Відповідно до досліджень тижневика L'Equipe magazine Патрік Вієйра був третім найбільш високооплачуваним французьким спортсменом 2007 року, після Тьєррі Анрі і Тоні Паркера.